# Hymenodiscus distinctus
Hymenodiscus distinctus is een zeester uit de familie Brisingidae.
De wetenschappelijke naam van de soort werd, als Brisinga distincta, in 1889 gepubliceerd door Percy Sladen. De beschrijving is gebaseerd op fragmenten van één exemplaar die tijdens de Challenger-expeditie op 13 maart 1874 ten zuiden van Australië werden opgedregd van een diepte van 2600 vadem (4755 meter). De centrale schijf ontbreekt, zodat ook het aantal armen onbekend is.